# Blas Ruiz

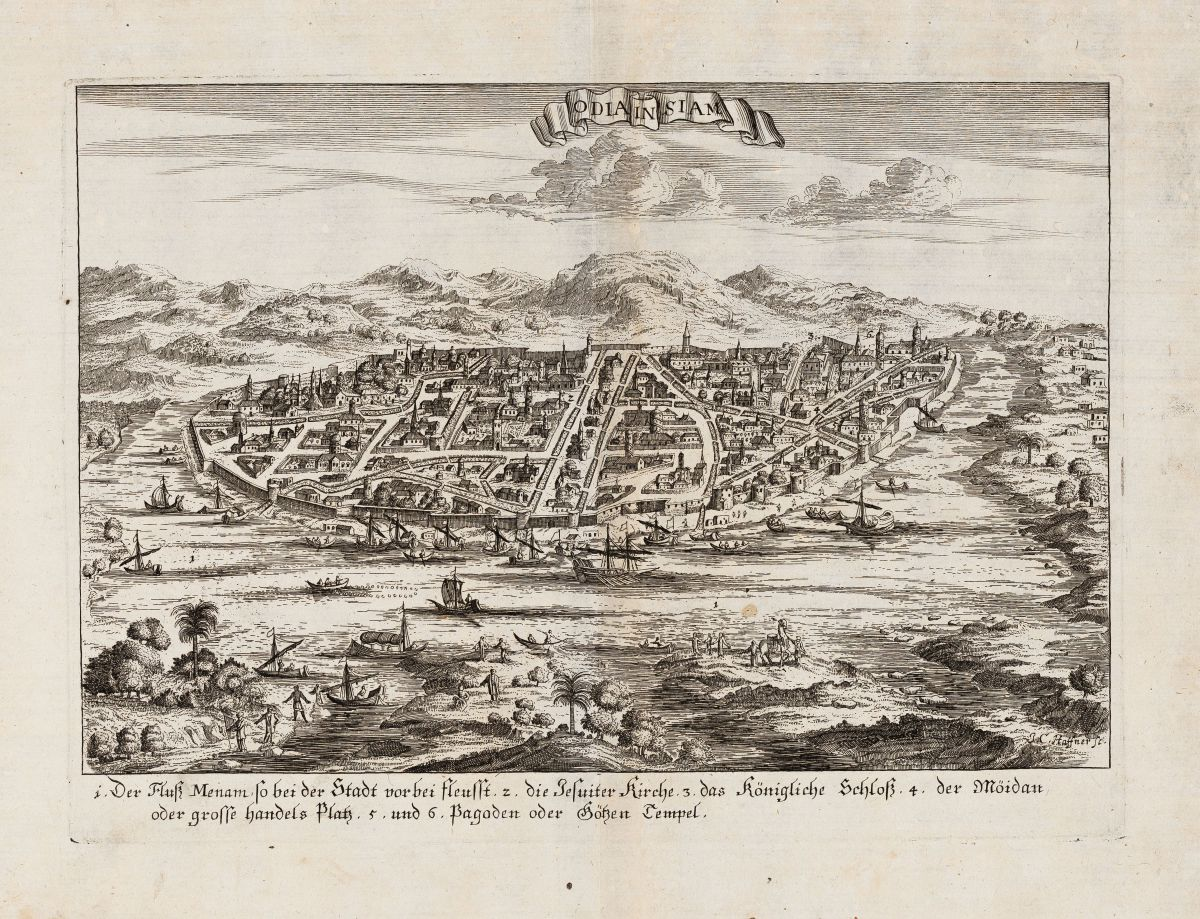
Una de sus exploraciones en Haffner-Odia en Siam.

Blas Ruiz de Hernán González o Fernán González (Calzada de Calatrava, Ciudad Real,[cita requerida] ¿?-1598) fue un explorador español conocido por ser uno de los primeros europeos en establecer contacto con Camboya.

## Biografía
Poco se sabe sobre él, al margen de sus aventuras en Asia, llevadas a cabo junto al portugués Diogo Belloso o Veloso y contadas por el dominico fray Gabriel Quiroga de San Antonio en su Breve y verdadera relación de los successos del Reyno de Camboxa (San Pablo de Valladolid, Pedro Lasso, 1604). 
En 1594, ambos se conocieron en Chordemuco (Pnom Penh), capital de Camboya y del imperio jemer, y se pusieron al servicio del rey Prauncar Langara; lograron de él la promesa de constituirse en vasallo y tributario del rey de España si este le protegía del agresivo rey de Siam. Con motivo de recabar esa protección, Belloso fue enviado como embajador ante el gobernador de Filipinas. Pero el rey de Siam invadió Camboya con ochocientos mil hombres y elefantes e hizo prisioneros primero a Blas Ruiz y, a su vuelta de Manila, a Diogo Belloso. Ruiz fue instalado en un junco de tripulación camboyana y china y con una argucia consiguió escapar y se dirigió a Manila, donde se encontró con Belloso, quien había conseguido persuadir al rey de Siam de que lo liberara y le enviara como embajador al gobernador de Filipinas para ganar su amistad.
Ambos capitanes propusieron al gobernador, Gómez Pérez das Mariñas, la conquista de Camboya restaurando en el trono a Prauncar contra el rey de Siam; pero este se negó porque necesitaba a sus hombres para invadir Ternate, en las islas Molucas o Malucas; con todo, les prometió que tras la expedición de Ternate abordaría este asunto.
Pero Gómez fue asesinado en la expedición a Ternate y su hijo, Luis Pérez das Mariñas, armó por fin en 1595 tres naves al mando de Juan Suárez de Gallinato; dos de ellas tenían a Ruiz y a Belloso de capitanes y llegaron a Camboya; pero la de Gallinato se rezagó a causa de una tormenta que lo condujo a las Malucas o Molucas y, entretanto, el rey de Siam había instalado en el trono de Camboya al hermano de Prauncar Langara, llamado Bocatuerta, el Traidor.  Ante ello, primero Ruiz y Belloso intentaron negociar con el usurpador Preah Ram I, ofreciéndose como mediadores en las disputas dinásticas, además de querer desarrollar tratados comerciales entre España y Camboya, entregando obsequios exóticos al rey (como plata americana, pero sobre todo un burro, animal muy raro en la zona). Pero el encuentro salió mal, porque fueron tratados como simples bárbaros (debido a la influencia de China, que también estaba en contra de la antigua dinastía camboyana y preocupados por sus propios intereses comerciales en el país, amenazados por los europeos), y además, el rey quedó enojado porque el burro regalado le causó problemas en el corral de elefantes del rey.
Finalmente, durante una disputa tras jugar a las cartas, varios chinos mataron a dos españoles y a un japonés a su servicio (con la total indiferencia de la nueva autoridad), lo que provocó el fin de la paciencia de Blas Ruiz, que provocó una escaramuza en la capital que acabó con matar a más de 300 chinos, mientras los españoles y portugueses se apoderaban de todos los barcos en el puerto. En mayo de 1596, el rey usurpador fue alertado por la comunidad china del incidente, por lo que exigió la devolución de los barcos y que los capitanes españoles se presentaran en su palacio para negociar. Temiendo una trampa, y al no acudir Juan Suárez de Gallinato, ambos capitanes (Ruiz y Belloso) se impacientaron por el maltrato recibido por la corte, por lo que tomaron la iniciativa de batirse contra las tropas camboyanas con un ejército formado en parte por japoneses cristianos y otros mercenarios orientales. Así no asistieron a la reunión y, tras 2 días acampando a las puertas de la ciudad, los españoles cruzaron a la residencia real durante la noche. Reducidos a sólo 40 españoles (incluidos portugueses) y 20 efectivos de combate japoneses, prendieron fuego a los almacenes e irrumpieron en los aposentos reales, donde dispararon sus mosquetes y mataron al rey de un tiro en el pecho, quemando también los aposentos reales y saqueando la capital de todos los objetos de valor. Después de eso, ambos navegaron de regreso a Manila, mientras reclutaban camboyanos para engrosar sus filas (especialmente si todavía eran leales a la antigua dinastía), y continuaron con su plan de ir a Laos y encontrar al rey legítimo y a sus amigos.
Cuando Gallinato llegó ya habían ejecutado al rey usurpador y marchaban en retirada por el contraataque camboyano; molesto por no haberle esperado, Suárez de Gallinato llegó a acuerdos con los camboyanos; Ruiz y Belloso propusieron entonces ir a Laos, donde estaba el rey depuesto Prauncar. Luego, Ruiz y Veloso llegaron a Vientián, la capital administrativa de Lan Xang, en el verano de 1596. Fueron recibidos con una procesión que mostraba la inmensa riqueza de la ciudad compuesta por elefantes asiáticos, oro, joyas, seda, serpientes exóticas, ramos de flores tropicales y otros tesoros y reliquias, junto monjes budistas cantando música y mujeres hermosas bailando. Ruiz y Veloso también fueron recibidos con un gran banquete. Pero al llegar allí el monarca había ya fallecido a causa de una enfermedad que contrajo en su camino de Camboya a Laos, así como dos de sus hijos; el que quedaba, llamado también Prauncar, era pues el sucesor legítimo (un niño de 12 años), asistido por un consejo de Regencia constituida por su madrastra (también amante de Blas Ruiz), su abuela y dos de sus tías (ya que Camboya tenía costumbres matrilineales). Ambos intentaron ganar influencia en el niño a través de ganándose el favor de las mujeres, logrando que el rey los nombrara gobernadores de Ba Phnum (actual provincia de Prey Veng) y de Treang (actual provincia de Takéo), como parte del contemplado protectorado español. Aun así, entristecidos y enojados por la noticia de la muerte del anterior monarca (que consideraban un amigo), Ruiz y Veloso regresaron a Lovek e iniciaron una rebelión para poner en el trono a uno de los aliados políticos de Satha y liberar a Camboya de Ayatthaya. Volvieron entonces a Chordemuco, lucharon y vencieron, y el nuevo rey Prauncar, que gobernó con el nombre de Paramaraja III, los nombró comandantes militares a Ruiz y Belloso y les dio el título de chofas, que incluía el gobierno de provincias ("Tran" Ruiz -quizá Stung Treng- y "Vapano" Belloso, posiblemente Ba Phnum); pero en nuevas revueltas fueron vencidos los españoles y, según Ruiz-Morales, asesinados Ruiz y Belloso. Sin embargo, Rodao ofrece un testimonio según el cual Belloso no habría muerto, sino acabado sus días como gobernador de Ba Phnum. Por otra parte, Antonio de Morga ofrece también una versión de los hechos en Sucesos de las islas Filipinas (México: Gerónimo Balli, 1609, p. 18 y ss.).